# Riacho Mucuim
O riacho Mucuim é um riacho brasileiro que banha o estado da Paraíba.